# جنگ سینان
جنگ سِی‌نان (به ژاپنی: 西南戦争 Seinan Sensō)، یا جنگ تاباروزاکا (به ژاپنی: 田原坂の戦い たばるざかのたたかい) شورش ساتسوما، شورشی بود که در دوره میجی علیه دولت میجی در سال ۱۸۷۷ میلادی در کیوشو رخ داد. رهبری این شورش را یکی از مشاوران عالی امپراتور میجی و یکی از افراد با نفوذ دولت به نام سایگو تاکاموری برعهده داشت.

## زمینه
در سوگندنامه امپراتور میجی در ماده چهارم در مورد لغو رسوم ناپسند گذشته و در ماده دوم در مورد ایجاد وحدت و از بین رفتن طبقات اجتماعی سخن رفته بود. اقداماتی که در مورد اجرای چنین موادی به مورد اجرا درآمد عبارت بودند از:
1. الغای فئودالیسم در سال ۱۸۷۱ که در نتیجه آن بسیاری از زمین‌های فئودال‌ها در اختیار دولت قرار گرفت.
2. تشکیل نیروی دریایی و و زمینی و به اجرا گذاشتن قانون نظام وظیفهٔ عمومی در سال ۱۸۷۲ میلادی. با این قانون تمام افراد توانایی به دست آوردن مهارت جنگ آوری را به دست آوردند و جنگ آوری از انحصار طبقه سامورایی خارج شد.
3. تحریم حمل شمشیر و قطع مستمری سامورایی‌ها. تا قبل از این قانون سامورایی‌ها مجاز به حمل دو شمشیر بودند و این امتیاز اعتبار و آبروی اجتماعی ایشان محسوب می‌شد.

تصویب چنین قوانینی اعتبار سامورایی‌ها و تأمین معاش آنان را خدشه‌دار کرد، در نتیجه نارضایتی و شورش آنان را در پی آورد.

## رهبری سایگو
در سال ۱۸۷۳ میلادی، کشور کره به درخواست ژاپن مبنی بر ایجاد روابط دوستانه مابین دو کشور جواب رد داد و هیأتی که از جانب ژاپن فرستاده شده بود را نپذیرفت. از این رو در دولت میجی عده‌ای به رهبری سایگو تاکاموری طرحی برای حمله به کشور کره به منظور تنبیه آن کشور آماده کردند که پذیرفته شد. در همان زمان ایکوارا عضو برجستهٔ مشاوران دولت از سفر آمریکا و اروپا به ژاپن برگشت و با طرح مزبور مخالفت کرد. سایگو پس از این مخالفت از مقامش کناره‌گیری کرد و به کاگوشیما در جنوب ژاپن رفت و در آنجا مدرسه‌ای را بنا کرد. ساموراییهایی که در این دوران در حال از دست دادن قدرت و ناراضی از دولت بودند، دور او جمع شدند و او در جایگاه رهبری شورش جهت سرنگونی دولت قرار گرفت.

## شورش

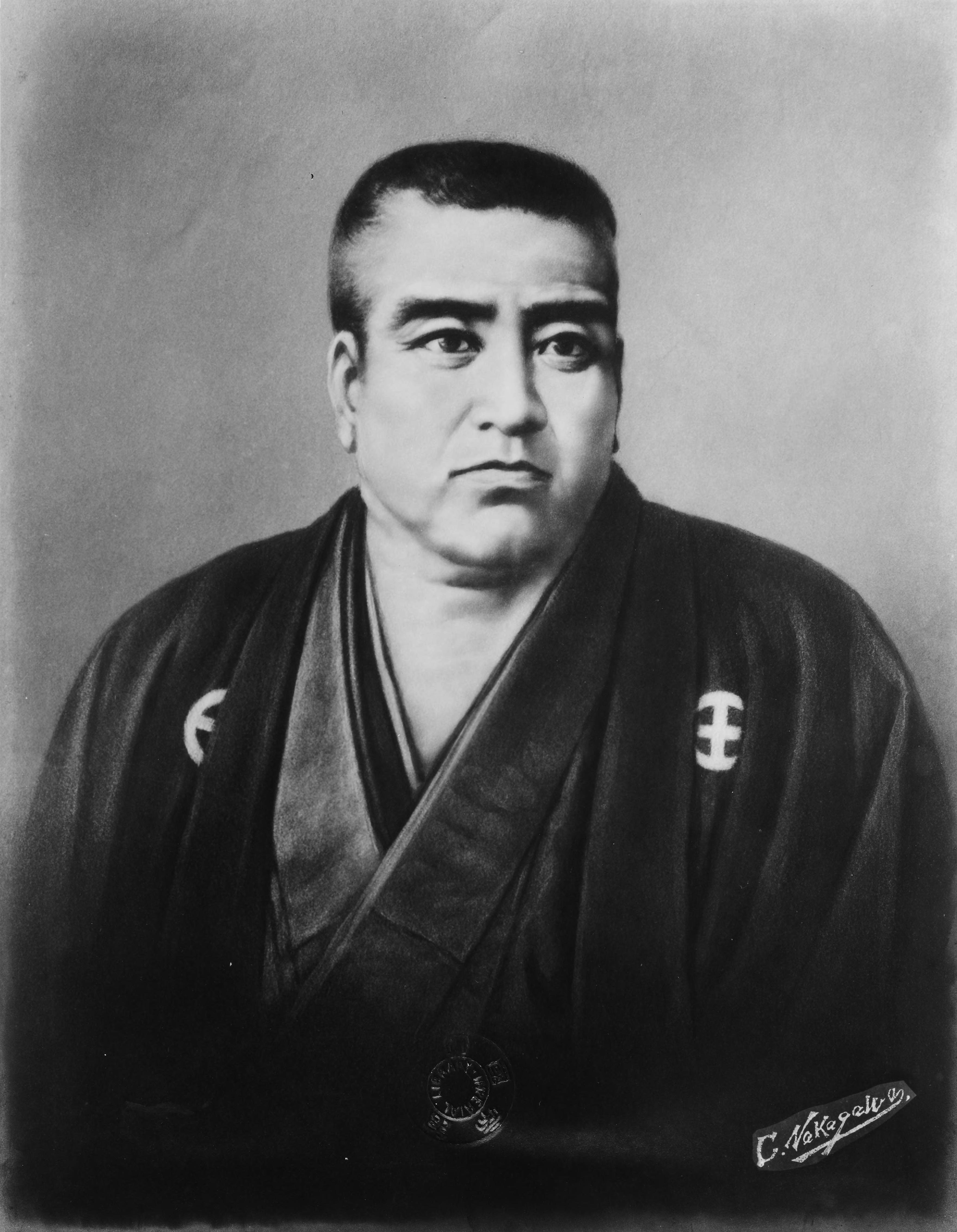
سایگو تاکاموری، رهبر جنگ سی‌نان

تعداد شورشیان سامورایی به ۲۰٬۰۰۰ نفر بالغ می‌شد. آنها قصد داشتند به پایتخت آمده و دولت را سرنگون کنند. این شورش چندین ماه در سال ۱۸۷۷ بطول انجامید اما نتوانست از مرزهای کیوشو فراتر رود و سرانجام توسط نیروهای دولتی سرکوب شد و به کاگوشیما عقب رانده شد. سایگو قبل از دستگیری خودکشی کرد بدین صورت که از دوستش خواست که او را گردن بزند. چند سال بعد در مجمع عمومی اعلام قانون اساسی، سایگو از اتهامات وارده مبری دانسته شد.
بازی ویدئویی راه و رسم سامورایی (Way of the Samurai) پلی‌استیشن ۲، از این شورش ایده گرفته‌است. همچنین فیلم آخرین سامورایی در سال ۲۰۰۳ میلادی، با شرکت تام کروز و کن واتانابه، براساس شورش سِی‌نان ساخته شده‌است.